# Catumbela (Fluss)
Der Catumbela ist ein Fluss in Angola.

## Verlauf
Der 260 km lange Fluss entspringt in der Provinz Huíla an der Grenze zur Provinz Benguela etwa 10 km nördlich der Stadt Caconda. Er fließt zunächst für wenige Kilometer in südwestliche Richtung, schwenkt dann nach Nordwest, um kurz nach der Grenze in der Provinz Benguela für etwa 30 km nach Norden zu fließen. Nahe Ganda ändert er wieder seinen Verlauf und beschreibt einen weiten Bogen Richtung Westen. Etwa 40 km vor der Mündung knickt er scharf in nordnordwestlicher Richtung ab, um 20 km später wieder auf Westen zu schwenken. Er mündet in der Stadt Catumbela in den Atlantik.

## Einzugsgebiet
Zu portugiesischer Zeit wurde das Einzugsgebiet noch mit 14.120 km² angegeben. Neuere Berechnungen, die 2005 durchgeführt wurden, ergaben allerdings eine Größe von 16.532 km².

## Energiegewinnung
Das Einzugsgebiet des Catumbela hat ein relativ großes Gefälle. Bereits früh wurden die beiden Kraftwerke Biopio und Lomaum errichtet. Im Verlauf wurden am Catumbela drei weitere Kraftwerke geplant: Calengue, Calindo und Capitongo.

## Galerie

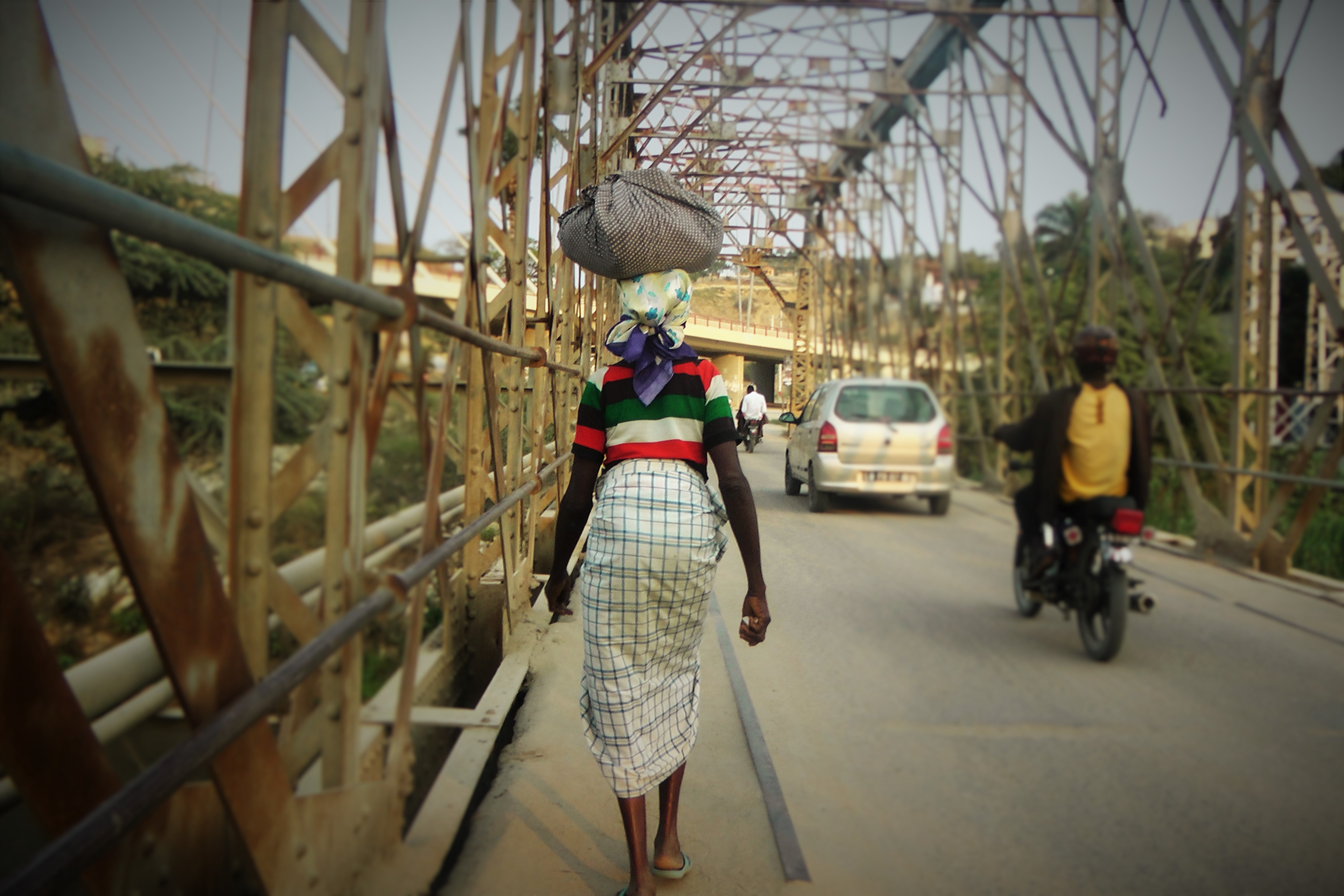
Alte Brücke
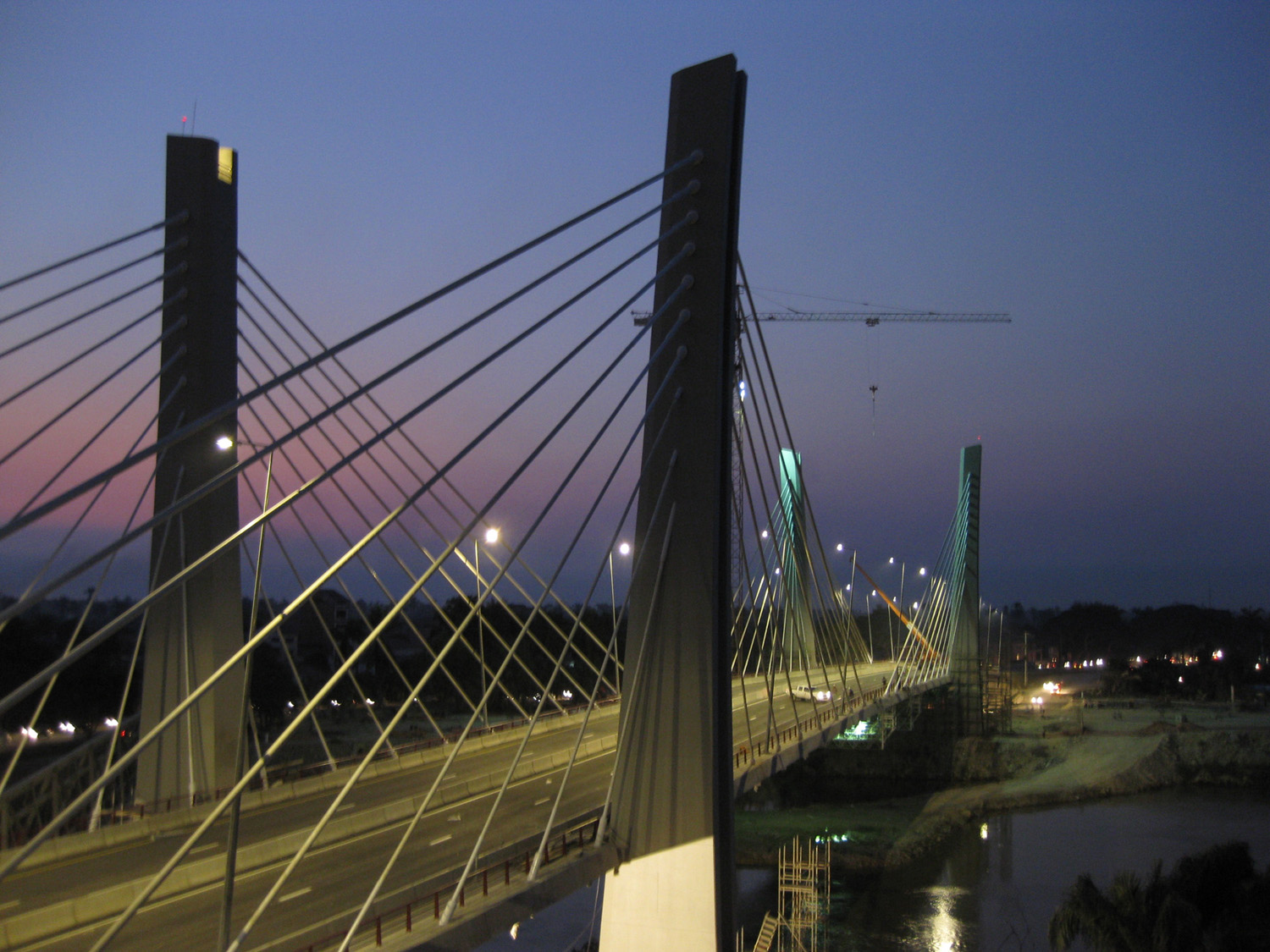
Ponte 4 de Abril in Catumbela
Das Biópio Kraftwerk